# 安野侑志
安野 侑志（やすの ゆうし、1943年〈昭和18年〉7月27日 - 2012年〈平成24年〉8月25日）は、山形県鶴岡市出身で大阪府能勢町在住の、紙芝居師、創造学園大学創造芸術学部客員教授、特定非営利活動法人少年会議所相談役、通称：ヤッサン。娘に紙芝居師の安野ゆうみがいる。

## 略歴
- 1943年（昭和18年）、山形県鶴岡市に生れる。
- 1962年（昭和37年）、東京都立本所高等学校卒業。
- 1972年（昭和47年）、大阪府で紙芝居業者免許を取得。
- 1986年（昭和61年）、著書『こんなにも素晴らしくなる「結婚披露宴」・「パーティー」』出版。
- 2000年（平成12年）、NPO法人少年会議所設立し理事長に就任。
- 2001年（平成13年）、土日楽校を開校する。
- 2002年（平成14年）、著書『土日楽校』出版。
- 2005年（平成17年）、創造学園大学・創造芸術学部・客員教授に就任。
- 2008年（平成20年）、京都文化ベンチャーコンペティション文化ビジネスアイデア部門・京都府知事賞受賞。
  - 財団法人大学コンソーシアム京都・京カレッジ担当教員に就任。
- 2012年（平成24年）、大腸癌で死去[2]。

## 著作物
- 『こんなにも素晴らしくなる「結婚披露宴」・「パーティー」』 1986年 フジタ ISBN 4-89349-035-4
- 『土日楽校』 2002年 リブロ社 ISBN 4-915697-27-4